# Arnold Pillat
Arnold Pillat (* 10. Dezember 1891 in Ruschowan im Bezirk Leitmeritz; † 25. September 1975 in Wien) war ein österreichischer Augenarzt.

## Leben
Arnold Pillat, gebürtig aus Ruschowan in Böhmen, nahm nach der Matura ein Studium der Medizin an der Karls-Universität Prag auf, das er, unterbrochen durch seine Teilnahme am Ersten Weltkrieg, im Juli 1918 mit der Promotion zum Dr. med. abschloss. Nach kurzer Assistenzarzttätigkeit an der Chirurgischen Klinik der Universität Prag wechselte Pillat 1919 an die II. Universitäts-Augenklinik in Wien. Pillat – er war dort Schüler von Friedrich Dimmer, nach dessen Tod 1926 von Karl Lindner – habilitierte sich 1927 für Augenheilkunde.
1929 folgte Pillat einem Ruf nach Peking auf die Position des Vorstands der Augenklinik des Rockefeller-Instituts. Anfang 1933 übernahm Pillat auf Veranlassung Julius Tandlers die Leitung der Augenabteilung am Krankenhaus der Stadt Wien in Lainz, die er bis 1936 bekleidete. Am 3. Juni 1938 hatte er die Aufnahme in die NSDAP beantragt und wurde rückwirkend zum 1. Mai desselben Jahres aufgenommen (Mitgliedsnummer 6.288.805), er war zudem Mitglied des NS-Dozentenbundes. Pillat wurde als Vorstand der Universitäts-Augenklinik nach Graz berufen, bevor er 1944 in der Nachfolge Josef Mellers mit der Leitung der I. Universitäts-Augenklinik in Wien betraut wurde. Er hatte diese Position bis 1946 sowie von 1947 bis zu seiner Emeritierung 1963 inne.
Arnold Pillat, der in den Jahren 1959 und 1965 die Österreichische Ophthalmologische Gesellschaft sowie von 1966 bis 1972 als Nachfolger von Thassilo Antoine die Österreichische Krebshilfe-Krebsgesellschaft präsidierte, wurde als Mitglied in die Leopoldina aufgenommen und 1962 mit dem Ehrenring der Stadt Wien ausgezeichnet. Der Schwerpunkt seiner Forschung galt den Vitaminerkrankungen des Auges sowie der Chemotherapie bei Karzinomen. Er wurde am Grinzinger Friedhof bestattet.

## Schriften
- Mit Friedrich Dimmer: Atlas photographischer Bilder des menschlichen Augenhintergrundes, F. Deuticke, Wien 1927.
- Studien zur Wirkungsweise der Filtrationsnarben bildenden Glaukomoperationen mit besonderer Berücksichtigung der Iridenkleisis antiglaukomatosa Holth, S. Karger, Berlin 1928.
- Mit Josef Böck, Karl Kofler, Ludwig Sallmann: Augenärztliche Eingriffe: eine kurzgefasste Operationslehre, Herausgeber Josef Meller, Ausgabe 4,  Springer-Verlag, Wien 1938.
- Kurze Kriegsaugenheilkunde, 2. erweiterte Auflage, Springer-Verlag, Berlin, Wien 1944.
- Erste Hilfe am Auge, Urban & Schwarzenberg, Wien 1948.